# Бонд, Лилиан
Лилиан Бонд (англ. Lilian Bond; 18 января 1908 — 25 января 1991) — британская актриса конца 1920-х и 1940-х годов, снимавшаяся преимущественно в фильмах «категории B».

## Биография
Бонд родилась 18 января 1908 года в Лондоне. Первое выступление Лилиан было в пантомиме Дика Уиттингтона. Позднее она присоединилась к хору «Пикадилли Ревелс», и уехала в Америку. Свою карьеру девушка начала в 1929 году с появления в фильме «Никаких детей». Между 1929 и 1931 годами Бонд снялась в девяти фильмах, среди которых выделяется вестерн 1931 года «Наездник равнины», с Томом Тайлером. В 1932 году она была одной из 14 девушек, вместе с будущими легендами Голливуда Глорией Стюарт и Джинджер Роджерс, выбранной в рекламной кампании «WAMPAS Baby Stars», куда ежегодно избирались подающие надежды молодые актрисы.
С 1932 по 1953 год Бонд сыграла роли в 39 фильмах, хотя в некоторых её имя в титрах не было указано. В 1932 году она снялась в роли Глэдис ДуКейн в картине «Старый тёмный дом». Пожалуй, самой её известной ролью стала актриса Лилли Лэнгтри в фильме «Человек с Запада», в котором снялись также Гэри Купер, Уолтер Бреннан и Дорис Дэвенпорт. К 1950 году Лилиан Бонд стала появляться в основном на телевидении. Она ушла из кинематографа в 1958 году.
За всю свою жизнь Лилиан Бонд была замужем три раза. Первым мужем стал Сидни Смит, с которым она развелась в 1944 году. Вторым супругом был Мортон Лоури, умерший в 1987 году. Последним мужем стал писатель и продюсер Майкл Фрессайер (смерть в 1988 году).
Лилиан Бонд умерла от острого инфаркта миокарда 25 января 1991 года в Резеде, Калифорния.

## Фильмография
1. 1932 — Старый тёмный дом — Глэдис ДуКейн Перкинс
2. 1935 — Китайские моря
3. 1940 — Человек с Запада — актриса Лилли Лэнгтри
4. 1945 — Портрет Дориана Грея — Кэйт
5. 1953 — Человек на чердаке — Энни Роули